# Aa Kirke
Aa Kirke er en af Bornholms ældste kirker. Kirken er fra midten af 1100-tallet og ligger i Aakirkeby, der har navn efter kirken. Aa Kirke er sognekirke i Aaker Sogn. Aa Kirkes døbefont fra omkring år 1200 er importeret fra Gotland og menes at høre til mester Sighrefs produktion.